# Cell 213 - La dannazione
Cell 213 - La dannazione (Cell 213) è un film horror canadese del 2011 diretto da Stephen Kay e interpretato da Bruce Greenwood, Eric Balfour e Michael Rooker.

## Trama
L'avvocato Michael Grey si reca nella prigione di South River per il rilascio di un suo cliente. Quest'ultimo tuttavia, si toglie la vita proprio durante il colloquio e Grey viene condannato ingiustamente come responsabile e rinchiuso nella stessa cella, la n. 213.
Michael Grey è costretto ad affrontare oscure presenze e un sadico carceriere, mentre Dio e il diavolo si contendono la sua anima.

## Critica
Cell 213 - La dannazione viene definito un film elaborato e complesso, che ruota intorno al tema del bene e del male. Inoltre tratta aspetti del sovrannaturale e dell'anima e per questo divide la critica.